# Место памяти
«Место памяти» (фр. lieu de mémoire) — понятие, введённое французским учёным Пьером Нора в начале 80-х годов XX века: единство духовного и материального, которое со временем и по воле людей стало символическим элементом наследия национальной памяти общности. Места, в которых, по мнению Пьера Нора, воплощена национальная память, — это памятники (культуры и природы), праздники, эмблемы, торжества в честь людей или событий, прощальные, погребальные речи, похвальные слова.
Создание «мест памяти» происходит, в частности, в рамках написания национальной истории, что делает такие сочинения уязвимыми для скептической критики.

## Функция

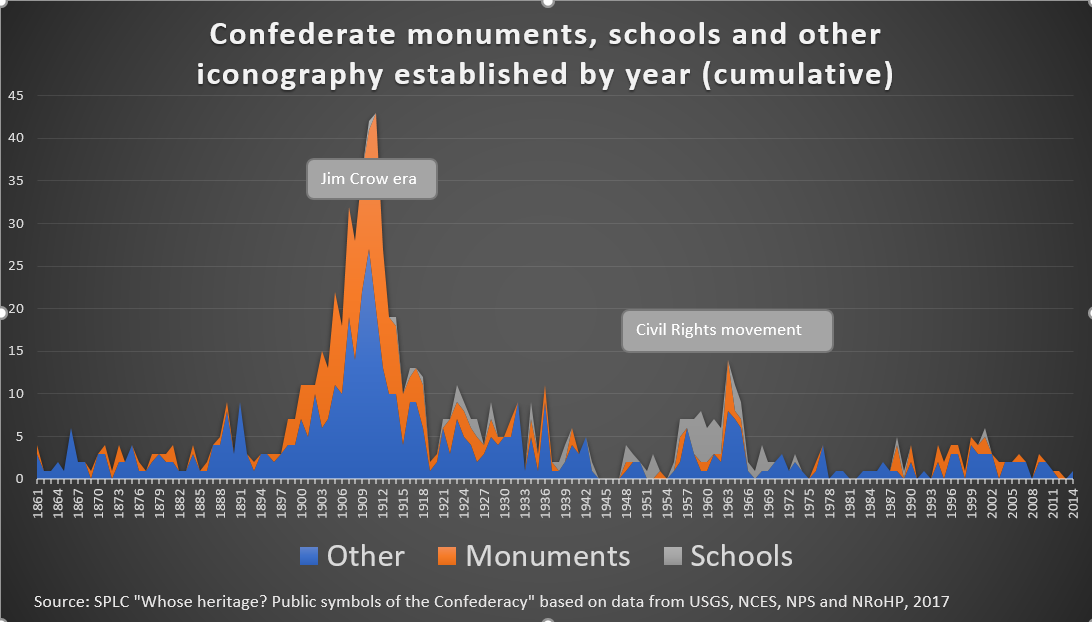
Диаграмма памятников, школ и другой иконографии Конфедерации

Функция мест памяти — сохранять память группы людей. Местами памяти могут стать люди, события, предметы, здания, книги, песни или географические точки, которые «окружены символической аурой».
Их главная роль — символическая. Они призваны создавать представления общества о самом себе и своей истории. Важной характеристикой мест памяти является то, что они могут нести разные значения и что это значение может меняться.